# Blue Sea
Blue Sea es un municipio canadiense situado en la provincia de Quebec.

## Superficie
Blue Sea tiene una superficie de 72,97 km².

## Demografía
En 2021, tenía 696 habitantes, una densidad poblacional de 9,5 hab./km², y 639 viviendas.